# 欧洲广场 (巴黎)

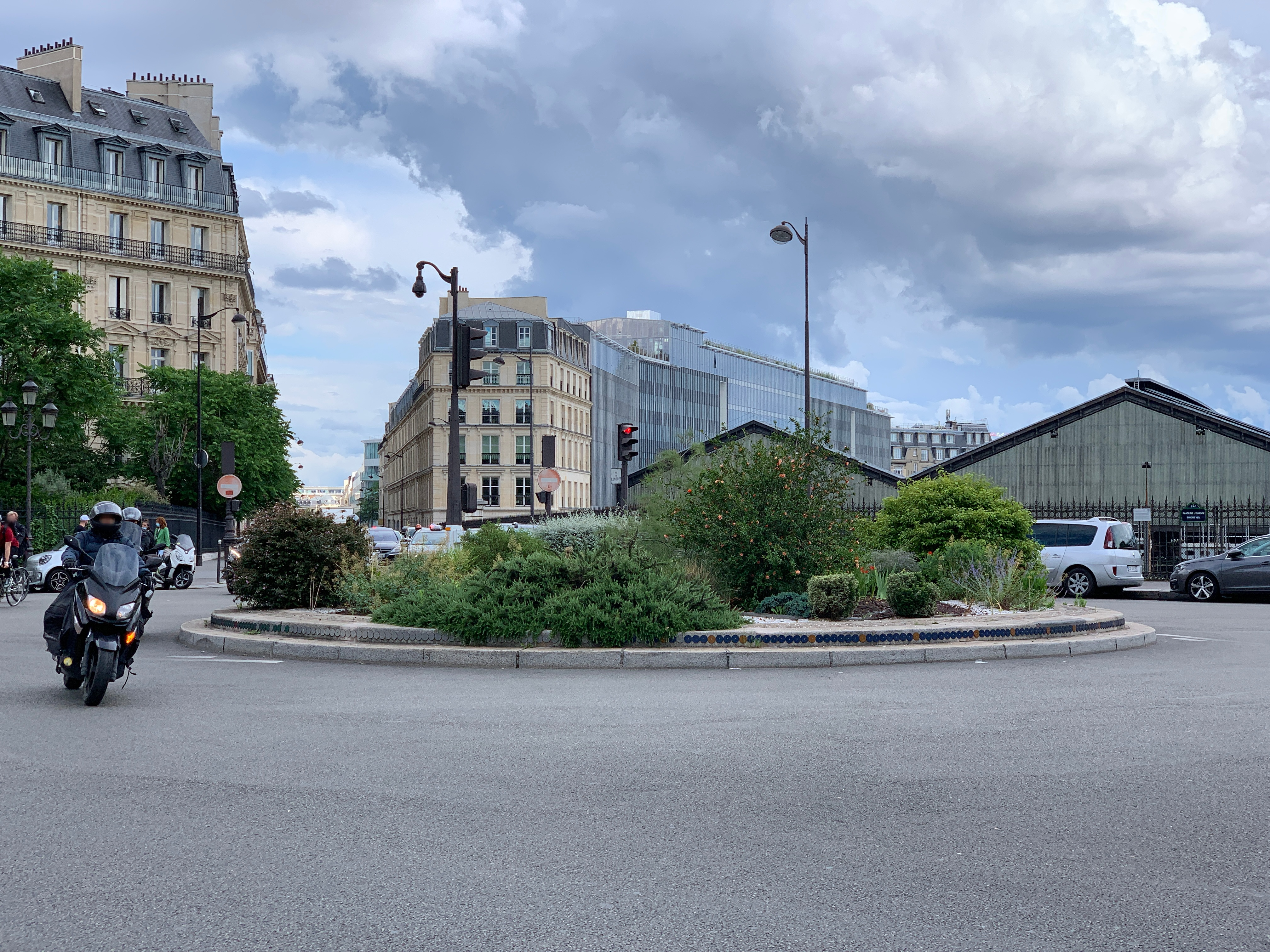
歐洲廣場（2021年6月）

欧洲广场（法語：Place de l'Europe - Simone Veil）是巴黎的一個道路交匯點，位於巴黎第八區的欧洲区一帶。附近街道均以歐洲各地的地名來命名。廣場鄰近巴黎圣拉扎尔车站和巴黎地鐵3號線的歐羅巴站。